# Claus Detjen
 Claus Detjen  (* 24. Mai 1936 in Würzburg) ist ein deutscher Verleger. Er war von 2002 bis 2012 Verleger des Haller Tagblatt in Schwäbisch Hall.

## Leben
Detjen studierte in Basel und München. Von 1960 bis 1967 war er politischer Redakteur und stellvertretender Chefredakteur beim Zeitungsring Oberfranken in Bayreuth. Danach wirkte er von 1967 bis 1976 als Chef vom Dienst bei der Deutschen Welle in Köln. Ab 1976 war er Geschäftsführer des Bereichs Elektronische Medien beim Bundesverband Deutscher Zeitungsverleger.
Detjen ist Mitglied des Goethe-Instituts, Juror der RIAS-Berlin-Kommission für die alljährlichen deutsch-amerikanischen Hörfunk- und Fernsehpreise, Ehrensenator der Europa-Universität Viadrina Frankfurt (Oder) und Kuratoriumsvorsitzender des Förderkreises der Viadrina. An der Bayerischen Akademie für Werbung und Marketing (BAW) in München lehrt Detjen seit mehr als zehn Jahren Medienkunde und Medienmarketing. Er veröffentlichte in Fachzeitschriften und Büchern Beiträge zur Medienentwicklung und zur Wiedervereinigung, u. a. Die anderen Deutschen – Wie der Osten die Republik verändert.
Detjen war einer der Pioniere des Privatrundfunks in Deutschland; er leitete bis 1985 das rheinland-pfälzische Pilotprojekt für Kabel- und Satellitenkommunikation in Ludwigshafen (AKK, Anstalt für Kabelkommunikation), aus dem das duale Rundfunksystem Deutschlands hervorging (private Radio- und Fernsehsender im Wettbewerb mit den öffentlich-rechtlichen Anstalten). Dieses Pilotprojekt wurde in einem Interview mit der Süddeutschen Zeitung als „medienpolitischer Urknall in Ludwigshafen am Rhein“ bezeichnet.
Daneben war Claus Detjen auch als Hauptgeschäftsführer des Bundesverbands Deutscher Zeitungsverleger e.V., Herausgeber der Märkischen Oderzeitung in Frankfurt (Oder) sowie als Mitherausgeber des Donaukuriers in Ingolstadt tätig.
Er ist verheiratet mit Ursula Detjen, geborene Vogel, und hat zwei Kinder (Anne und Stephan Detjen).

## Veröffentlichungen (Auswahl)
Zur Medienentwicklung
- Zeitungskrise – ein Scheinwerfer, der vieles im Dunkeln läßt. In: Michael Schröder, Axel Schwanebeck (Hrsg.): Zeitungszukunft Zukunftszeitung. München 2005.
- Good bye Gutenberg? Die Presse auf neuen Wegen zum elektronischen Publizieren. In: Kurt Koszyk, Volker Schule (Hrsg.): Die Zeitung als Persönlichkeit – Festschrift für Karl Bringmann. Düsseldorf 1982.

Zur Wiedervereinigung und zum deutschen Staat
- Die anderen Deutschen – Wie der Osten die Republik verändert. Bonn 1999.
- Rufst du, mein Vaterland... – Irrungen und Wirrungen um Nation und Volk. Konstanz 1966.

Sonstige
- Sie haben’s gewagt. Notizen aus dem RE1 Berlin-Frankfurt(Oder). In: Europa-Universität Viadrina; Ulrich Knefelkamp (Hrsg.): „Blütenträume“ und „Wolkenkuckucksheim“ in „Timbuktu“ – 10 Jahre Europa-Universität Viadrina. Berlin 2001, ISBN 3-931278-03-4.
- Der Dom zu Arlesheim. Kunstführer. Regensburg 2004.